# Platydictya fauriei
Platydictya fauriei är en bladmossart som beskrevs av Iwatsuki och Noguchi 1973. Platydictya fauriei ingår i släktet Platydictya och familjen Amblystegiaceae. Inga underarter finns listade i Catalogue of Life.